# Oonops tectulus
Oonops tectulus là một loài nhện trong họ Oonopidae.
Loài này thuộc chi Oonops. Oonops tectulus được Arthur M. Chickering miêu tả năm 1970.